# Badonviller
Badonviller là một xã trong vùng Grand Est, thuộc tỉnh Meurthe-et-Moselle, quận Lunéville, tổng Badonviller. Tọa độ địa lý của xã là 48° 29' vĩ độ bắc, 06° 53' kinh độ đông. Badonviller nằm trên độ cao trung bình là 330 mét trên mực nước biển, có điểm thấp nhất là 284 mét và điểm cao nhất là 524 mét. Xã có diện tích 21,95 km², dân số vào thời điểm 1999 là 1512 người; mật độ dân số là 69 người/km².

## Nhân vật nổi tiếng
- Charles Messier, nhà thiên văn học
- Jean Baptiste Claudot, họa sĩ

## Địa điểm tham quan
- Hồ Pierre-Percée gần đấy
- Chiếc xe tăng Mort-Homme của tướng Philippe de Hauteclocque